# Christian Frantz Schmidt
Christian Frantz Schmidt, född 1734 (döpt 1 maj samma år) i Hellested på Als, död 25 juni 1828, var en dansk skogsman och trädgårdsmästare. 
Efter att ha gått i trädgårdslära blev Schmidt 1767 slottsförvaltare på Frederiksbergs slott. Han anlade 1775 en plantskola för fruktträd vid slottet med syfte att verka för fruktodlingens främjande bland lantborna. År 1782 blev denne verksamhet utvidgad till att omfatta hela Danmark och Schmidt utnämndes till generalinspektör över de kungliga trädgårdsplanteringarna, men 1786 blev han efter ansökan avskedad som slottsförvaltare, och hans verksamhet inskränktes till hertigdömena, där han med kungligt understöd anlade en plantskola på Nygård vid Haderslev. År 1802 sålde han denne egendom. Han skrev en rad avhandlingar och självständiga skrifter om skogsbruk, trädgårdsskötsel, träbrist, träbesparing och inhägning, men han var knappast i besittning av någon större originalitet.